# سفارة البحرين لدى البرازيل
سفارة البحرين لدى البرازيل هي البعثة الدبلوماسية لمملكة البحرين لدى جمهورية البرازيل الاتحادية، وتقع بالعاصمة برازيليا.